# Nancye Hayes
Nancye Lee Hayes (Sydney, 1943) è un'attrice, cantante e ballerina australiana, attiva prevalentemente nel teatro musicale anche in veste di regista e coreografa.

## Biografia
Fece il suo debutto sulle scene all'età di diciotto anni, quando lasciò un lavoro d'ufficio a Sidney per unirsi al coro del musical My Fair Lady. Dal 1963 cominciò a ricoprire piccoli ruoli e lavorare come sostituta in musical come How to Succeed in Business Without Really Trying, Hello, Dolly!, The Boys from Syracuse, Kiss Me, Kate, Brigadoon e Annie Get Your Gun. Nel 1967 ottenne il suo primo successo quando interpretò la protagonista nella prima australiana del musical Sweet Charity, un successo che la portò a ricoprire ruoli via via più importanti nel teatro musicale australiano. Nel 1974 fu Fastrada nella prima australiana di Pippin, a cui seguì Annie nel 1978 ed il ruolo della protagonista Roxie Hart in Chicago nel 1981 con Judi Connelli. Gli anni ottanta le portarono altri ruoli di spicco, tra cui Miss Adelaide in Guys and Dolls (1986), Mrs Lovett in Sweeney Todd: The Demon Barber of Fleet Street (1987) e Nine (1987). Nel 1988 recitò accanto a una giovane Nicole Kidman nella prima australiana di Fiori d'acciaio, mentre dal 1989 al 1993 ricoprì per quattro anni il ruolo della diva Dorothy Brock nella longeva tournée australiana di 42nd Street. Nel 1993 interpretò Stella Deems in un allestimento semiscenico di Follies, un musical in cui tornò a recitare nel 1998 e nel 2003, questa volta nel ruolo di Hattie, l'ex show girl che canta Broadway Baby. Nel 1994 fece il suo debutto come coreografo per la prima di Falsettos, in scena nel Drama Theatre della Teatro dell'opera di Sydney.
Nel 1998 tornò a recitare a teatro con il revival di Show Boat diretto da Harold Prince, mentre gli anni 2000 e 2010 l'hanno vista ampliare il suo repertorio con ruoli più maturi come Zia Ellen in Oklahoma! (2005), la signora Higgins in una produzione dell'Opera Australia di My Fair Lady (2008), Madame Armfeldt in A Little Night Music (2009) ed Edith Bouvier Beale in Grey Gardens (2011). Sempre nel 2011 diresse una produzione del musical Il mago di Oz e l'anno successivo recitò nuovamente nel musical Annie, un musical in cui era già apparsa trent'anni prima, questa volta nel ruolo dell'antagonista Miss Hannigan. Attiva anche nel campo del teatro di prosa, Hayes ha ricoperto ruoli principali in drammi e commedie come Lo zoo di vetro e L'importanza di chiamarsi Ernesto, mentre nel 2006 ha recitato con Tom McKenney nella pièce Six Dances Lessons in Six Weeks alla Sydney Opera House, che si rivelò un grande successo di critica e pubblico.

### Vita privata
Nancye Hayes è sposata con il musicista jazz Bob Bertles, che suonava nell'orchestra di Chicago quando l'attrice si esibiva nel ruolo principale.

## Filmografia parziale

### Televisione
- The Girl from Tomorrow Part II: Tomorrow's End - serie TV, 4 episodi (1993)
- Blue Heelers - Poliziotti con il cuore - serie TV, 1 episodio (1999)
- Home and Away - serie TV, 15 episodi (2000)